# Patente di guida
La patente di guida (nella Svizzera italiana licenza di condurre), o più semplicemente patente, è un documento amministrativo che abilita alla conduzione di veicoli a motore su strade pubbliche, la cui disciplina differisce nei vari Stati del mondo.

## Storia

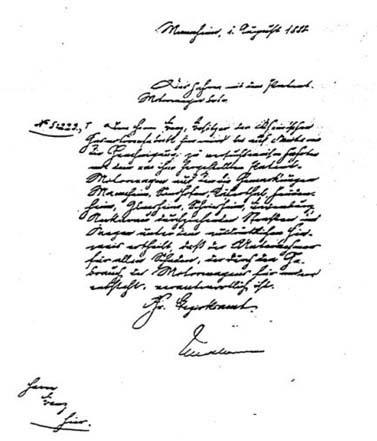
La patente di Karl Benz (1888).

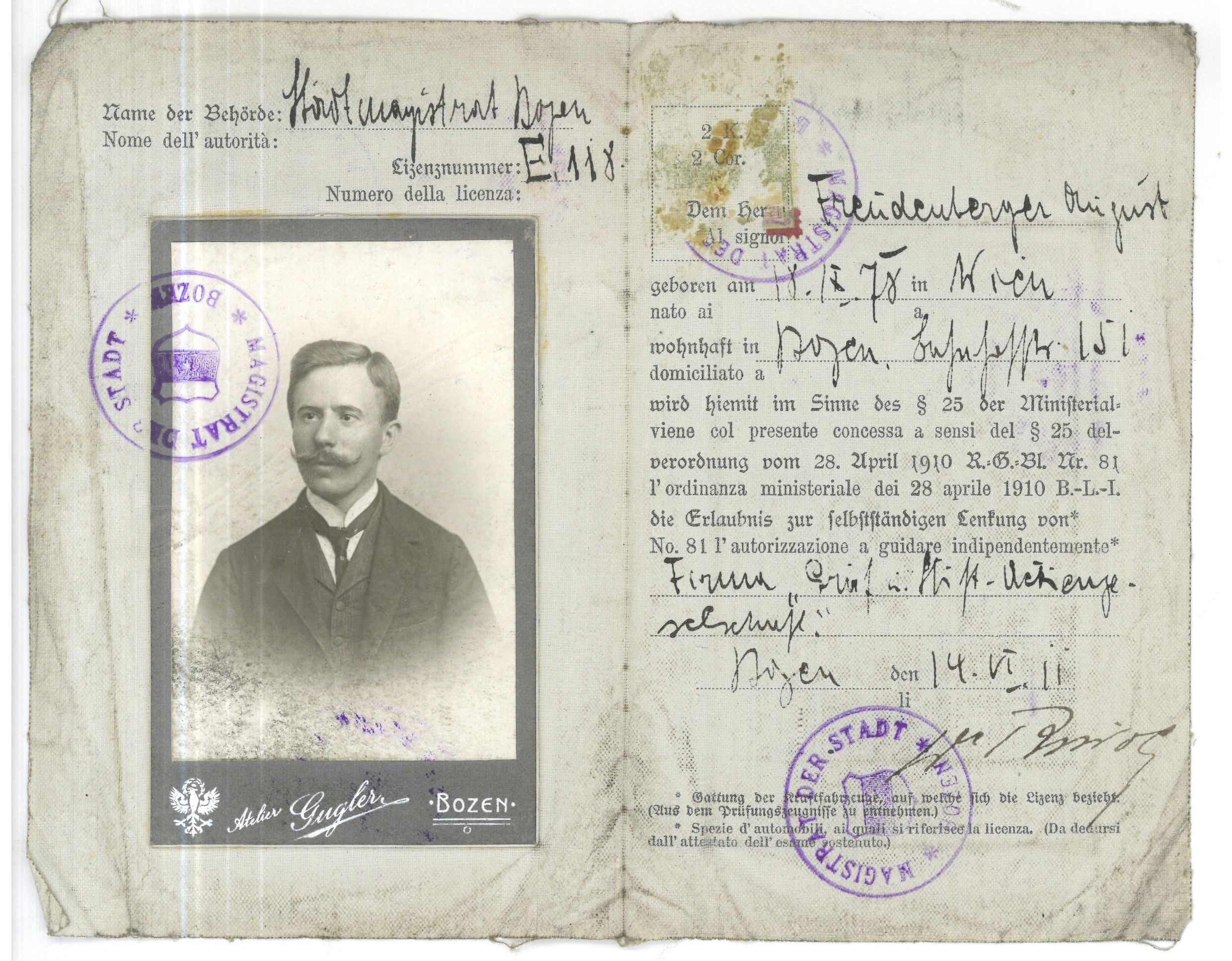
Una patente del 1911, rilasciata a Bolzano.

Furono Francia e Prussia, sul finire del XIX secolo, i primi Paesi a richiedere una patente di guida per i conducenti di veicoli a motore. La Francia conferì il primo permis de conduire nel 1883: a beneficiarne fu Léon Serpollet,  il quale fu così autorizzato a condurre il triciclo a vapore da lui costruito, oltre che diffidato a non superare la velocità di 16 km/h. In Prussia, nel 1888, una delle primissime patenti di guida fu concessa a Karl Benz.
Negli USA, con l'aumentare delle vittime coinvolte in incidenti automobilistici, la pressione dell'opinione pubblica portò i legislatori a ispirarsi al modello francese e tedesco con l'istituzione della patente di guida. La prima legge americana concernente la patente di guida entrò in vigore il 1º agosto 1910 nello stato di New York, anche se inizialmente era prevista solo per gli autisti di mestiere. Nel luglio del 1913 fu lo stato del New Jersey il primo a richiedere a tutti gli automobilisti il superamento di un esame di abilitazione alla guida per poter ottenere la patente.

## Regolamentazioni nel mondo
Ogni Stato del mondo ha le proprie regole, la validità di una patente può però esser riconosciuta in base ad accordi bilaterali, particolari normative o trattati internazionali, come quelli riguardanti il permesso internazionale di guida.

### Unione Europea
Negli Stati membri dell'Unione Europea vige la 
patente di guida europea, ovvero un modello di patente, adottato dall'Unione europea, ai sensi della vigente direttiva 2006/126/CE.

#### Italia
La patente di guida italiana e la patente nautica italiana sono autorizzazioni amministrative della Repubblica Italiana necessaria rispettivamente per la conduzione di automobili, autoveicoli, natanti ed imbarcazioni.

#### Francia
In Francia, si può guidare l'automobile a 18 anni. A 14 anni si può guidare la motocicletta. La patente francese si chiama le permis de conduire.
Con un permesso speciale (La conduite accompagnée: la guida accompagnata), i ragazzi di 15 anni possono essere autorizzati alla guida di un'automobile, sotto il controllo di un adulto patentato da almeno 10 anni.

#### Germania
In Germania si può ottenere la patente di guida ai 18 anni oppure ai 17 anni per condurre un veicolo sotto la supervisione di un adulto patentato.

#### Grecia
In Grecia le età per ottenere la patente di guida sono: 16 anni per le moto, 18 anni per le automobili; 21 anni per i mezzi pesanti.

#### Spagna
In Spagna, l'età minima per guidare è di 18 anni.

### Giappone
In Giappone le patenti di guida sono rilasciate dalle commissioni di pubblica sicurezza dei governi prefettizi e sono regolate su base nazionale dall’Agenzia nazionale di polizia (Giappone).

### Stati Uniti d'America
Negli USA non esiste una  previsione normativa a livello federale in tema, poiché il documento è disciplinato diversamente vari Stati federati degli Stati Uniti d'America. Nella maggior parte degli Stati Uniti, essa può comunque essere conseguita tra i 16 ed i 21 anni di età.

### Svizzera
In Svizzera la patente di guida è detta licenza di condurre, si può ottenere a partire dai 14 anni e ha una durata indeterminata.